# Бонвальет, Эдуардо
Эдуа́рдо Гилье́рмо Бонвалье́т Годо́й (исп. Eduardo Guillermo Bonvallet Godoy; 13 января 1955, Сантьяго — 18 сентября 2015, Сантьяго) — чилийский футболист, игравший на позиции опорного полузащитника. После завершения карьеры — футбольный тренер и спортивный комментатор. Участник чемпионата мира 1982 года в составе национальной сборной Чили.

## Клубная карьера
Эдуардо Бонвальет родился 13 января 1955 года в Сантьяго и начал свою футбольную карьеру в юношеском клубе «Универсидад де Чили», к которому присоединился в 1968 году. В 1972 году опорный полузащитник стал игроком основного состава клуба. С 1972 по 1974 год Бонвальет принял участие в 36 играх чемпионата Чили, забив четыре гола.
Своей игрой за эту команду привлёк внимание представителей тренерского штаба клуба «Универсидад Католика», к которому присоединился в 1975 году. Он провёл в составе команды из Сантьяго три сезона своей игровой карьеры и большую часть времени был основным игроком защиты команды. В сезонах 1978 и 1979 годов Бонвальет выступал за «О’Хиггинс», в составе которого он принял участие в 53 матчах чемпионата и забил один гол. Сезон 1978 года завершился для клуба рекордным третьим местом и первой в истории квалификацией на Кубок Либертадорес, завершившейся вылетом после группового этапа. В 1980 году полузащитник снова играл за «Универсидад Католику», за которую провёл семнадцать матчей в чемпионате.
В середине 1980 года Бонвальет переехал в Соединенные Штаты, став игроком клуба «Форт-Лодердейл Страйкерс». Вместе с клубом он дошёл до Соккер Боул, финала чемпионата Североамериканской футбольной лиги, однако проиграл «Нью-Йорк Космос» с Францем Беккенбауэром, Йоханом Нескенсом и Джорджо Кинальей со счётом 3:0.
В 1981 году Бонвальет вернулся в Чили, в третий раз став игроком «Универсидад Католики». В последующие два года он провёл за клуб ещё 48 матчей в чемпионате, в которых забил два гола. В начале 1983 года Эдуардо вернулся в США и провёл первую половину сезона с «Тампа-Бэй Раудис», а затем присоединился к «Унион Сан-Фелипе». В этом клубе Бонвальет и завершил свою игровую карьеру в 1983 году из-за хронической травмы.

## Карьера в сборной
В 1979 году дебютировал в официальных матчах в составе национальной сборной Чили в товарищеском матче против Эквадора (0:0).
В составе сборной был участником розыгрыша Кубка Америки 1979 года, где принял участие в шести матчах (в матчах группового этапа против Колумбии, полуфинальных матчах против Перу и в финальных матчах против Парагвая) и вместе с командой завоевал «серебро». В 1982 году также был участником чемпионата мира в Испании, где был основным защитником и провёл все три игры группового этапа, который чилийцы преодолеть не смогли.
Всего в течение карьеры в национальной команде, которая длилась 4 года, провёл в форме главной команды страны 24 матча.

## Тренерская карьера
В апреле 2007 года Бонвальет впервые возглавил профессиональную футбольную команду «Депортес Темуко». К тому моменту клуб занимал последнее место в Примере B Чили, отставая на 8 очков от ближайшей команды. После назначения Бонвальет заявил, что собирается участвовать в долгом проекте, цель которого — вывести команду в Кубок Либертадорес в течение двух лет, однако по итогам сезона не сумел спасти клуб от вылета, в связи с чем покинул его.

## Карьера комментатора
В середине 1990-х годов Эдуардо получил широкую известность как телеведущий из-за своего особого стиля, а также из-за многочисленных судебных исков против него — из 51 иска он выиграл 50. Во время чемпионатов мира по футболу 2002 и 2010 годов он работал экспертом чилийского канала Канал 13. До самой смерти Бонвальет вёл различные радио- и телепрограммы в прямом и проницательном стиле, всегда вызывая споры и не стесняясь, например, раскрывать коррупционные скандалы в футболе своей страны. Кроме того, он известен благодаря тому, что в 1997 году взял интервью у бывшего диктатора Аугусто Пиночета на канале La Red.

## Личная жизнь и смерть
Бонвальет был женат трижды. Его первой женой была Анхела Сетти, от которой у него было двое детей: Даниэла, в настоящее время советник Нюньоа, и Жан-Пьер, который также был футболистом и пошёл по его стопам в качестве спортивного комментатора. Его второй женой была аргентинка Беатрис Марта Грос, мисс Аргентина 1970 года, он был женат на ней с 1998 по 2004 год. Его последней женой была государственная чиновница Мария Виктория Лаймунс, от которой у него было трое детей.
В начале 2011 года у Эдуардо Бонвальета был диагностирован рак желудка, и он был направлен из клиники Алемана в Сантьяго в Фонд онкологии Артуро Лопеса Переса. 4 октября 2012 года в своей программе Terra de Guru он официально объявил, что победил рак.
18 сентября 2015 года тело Бонвальета было найдено в отеле Los Nogales в Сантьяго, где он проживал примерно шесть месяцев после разрыва со своей женой. Его смерть была официально признана самоубийством через повешение на ремне.